# Hitonsaari (ö i Egentliga Tavastland)
Hitonsaari är en ö i Finland. Den ligger i sjön Takajärvi och i kommunen Hattula i den ekonomiska regionen  Tavastehus ekonomiska region  och landskapet Egentliga Tavastland, i den södra delen av landet, 100 km norr om huvudstaden Helsingfors. Öns area är 1,3 hektar och dess största längd är 190 meter i öst-västlig riktning.